# Christopher Wooh
Christopher Wooh (ur. 18 września 2001 w Louvres) – kameruński piłkarz pochodzenia francuskiego, grający na pozycji obrońcy we francuskim klubie Stade Rennais oraz w reprezentacji Kamerunu. Uczestnik Mistrzostw Świata 2022.

## Kariera klubowa
Swoją karierę piłkarską Wooh rozpoczął w klubie AS Nancy. Swój pierwszy mecz w Ligue 2 rozegrał z AS Nancy 13 lutego 2021 roku, kiedy gościli USL Dunkerque.
W 2021 roku dołącza do RC Lens. Swój pierwszy mecz w Ligue 1 z RC Lens rozegrał 8 sierpnia 2021 roku, zakładając się podczas wyjazdu do Stade Rennais (wynik: 1-1). Startował jedenaście razy w lidze w trakcie sezonu.
Latem 2022 Wooh przeszedł do Stade Rennais.
| Sezon   | Klub          | Kraj    | Rozgrywki | Mecze | Bramki | Rozgrywki Europy | Mecze | Bramki |
| ------- | ------------- | ------- | --------- | ----- | ------ | ---------------- | ----- | ------ |
| 2020/21 | AS Nancy      | Francja | Ligue 2   | 13    | 2      | -                | -     | -      |
| 2021/22 | RC Lens       | Francja | Ligue 1   | 16    | 0      | -                | -     | -      |
| 2022/23 | RC Lens       | Francja | Ligue 1   | 1     | 0      | -                | -     | -      |
| 2022/23 | Stade Rennais | Francja | Ligue 1   | 13    | 0      | Liga Europy UEFA | 1     | 1      |
| 2023/24 | Stade Rennais | Francja | Ligue 1   | 0     | 0      | Liga Europy UEFA | 0     | 0      |

Stan na: 19 sierpnia 2023 r.

## Kariera reprezentacyjna
W reprezentacji Kamerunu Wooh zadebiutował 9 czerwca 2022 w zremisowanym 0:1 towarzyskim meczu z Burundi.